# Люмпенізація
Люмпенізація (від нім. Lumpen — «лахміття») — процес втрати якимось класом, соціальним прошарком характерних рис, що супроводжується переходом в нижчий соціальний статус. Люмпенізація здебільшого супроводжується втратою професіоналізму та соціальної ініціативи, безробіттям, правовим нігілізмом, зниженням рівня культури.